# Xanthoparmelia vanderbylii
Xanthoparmelia vanderbylii är en lavart som först beskrevs av Alexander Zahlbruckner, och fick sitt nu gällande namn av Elix. Xanthoparmelia vanderbylii ingår i släktet Xanthoparmelia och familjen Parmeliaceae.   Inga underarter finns listade i Catalogue of Life.